# 麥氏甕鰩
麥氏甕鰩（學名：Okamejei meerdervoortii），又名麥氏鰩、麥氏鯆魮、麥氏岡村鰩、魴仔，為軟骨魚綱鰩目鰩科鯆魮屬下的一種，被IUCN列為易危保育類動物，分布於西太平洋日本靜岡縣到東海最南至沖繩海槽最北端與玄界灘、臺灣、中國及菲律賓海域，深度70至90公尺，體長可達37公分，棲息在近海，為底棲性魚類，肉食性，卵生，生活習性不明。